# 洋山深水港
洋山深水港（ようざんしんすいこう、洋山保税港区、洋山港、中国語: 洋山深水港、拼音: Yángshān Shēnshuǐ Gǎng、Yangshan deep-water port）は中華人民共和国上海市浦東新区の東南30km沖合いの杭州湾上嵊泗列島の洋山に建設された新しいコンテナ港湾およびコンテナターミナル。
洋山深水港およびその背後にある洋山保税港区は、大洋山島と小洋山島に属する島々の間の海を埋め立てて作られた。上海市との間には長さ32.5kmで世界有数の長さの東海大橋が建設されている。東海大橋の本土側にあたる浦東新区（2009年まで南匯区）では、埋立地に新都市・臨港新城が建設され、企業誘致が進んでいる。
行政的には浙江省舟山市に属するが、港湾施設を運営しているターミナルオペレーターは上海港湾局を前身とする上海国際港務グループである。

## 背景
黄浦江・長江沿いの河港である従来の上海港は、中国の輸出入量の増加と海上コンテナ取扱数の激増により限界に達し、年々大型化するコンテナ船も水深の浅い上海港に入港するのは困難になりつつあった。1995年には長江沿岸の外高橋地区に水深10mから11mという大水深の埠頭が建設されたが、長江の航路の深さは10mもなく、コンテナ船は満潮時に入港しなければならない。
世界各地では超大型コンテナ船が入れるようにするため深さ15mの大水深埠頭の建設が進んでいたが、長江沿岸に展開していた従来の上海港では、長江が大量の土砂を上流から運んでくるため大水深の埠頭や航路の建設は困難であった。そこで中華人民共和国国務院は外海の東シナ海に新たな上海港を建設することを決定した。これにより、上海市の南沖の杭州湾にある大洋山島と小洋山島（舟山群島嵊泗列島の一部）を埋め立て、水深15m以上で世界一の取扱量を誇る最新式の国際ハブ港湾を建設しようというメガプロジェクトがスタートする。
洋山深水港の背後の埋立地、および橋で結ばれる浦東新区側には、中国初の保税地域である洋山保税港区の設置が認可された。

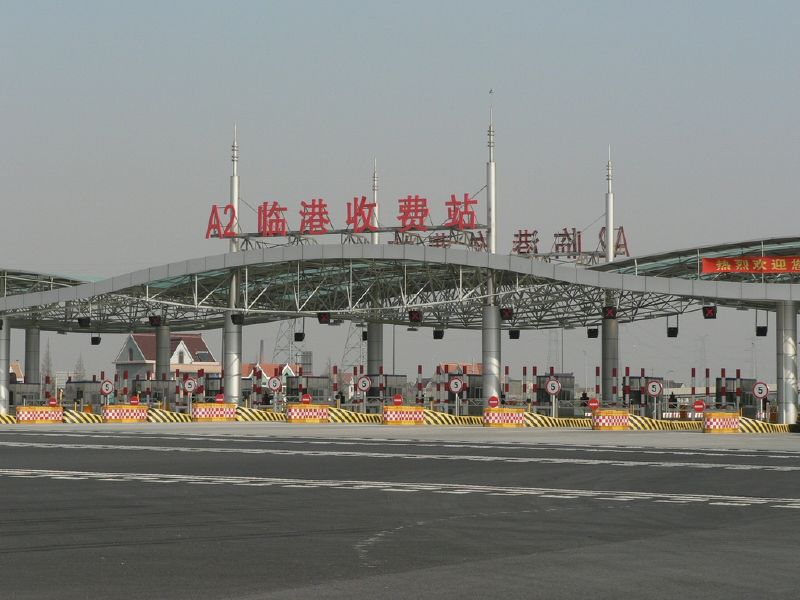
洋山保税港区のゲート
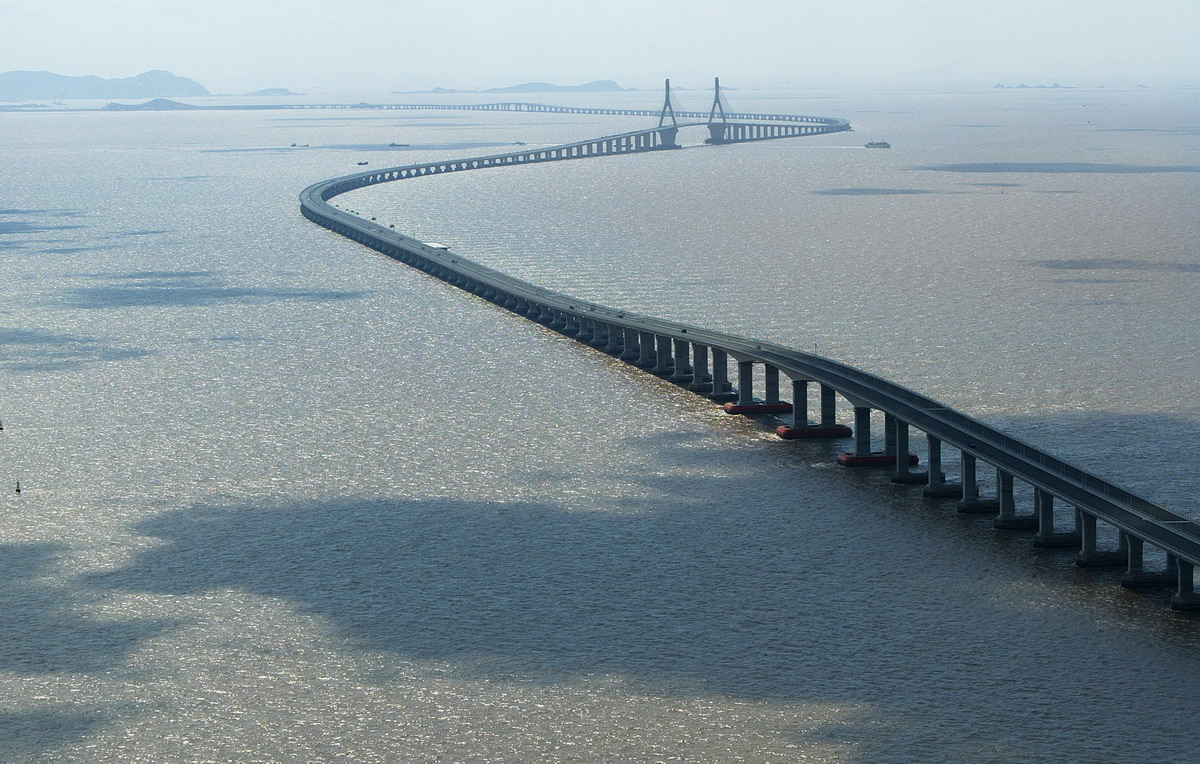
東海大橋。東シナ海に浮かぶ洋山深水港と上海との間を結んでいる
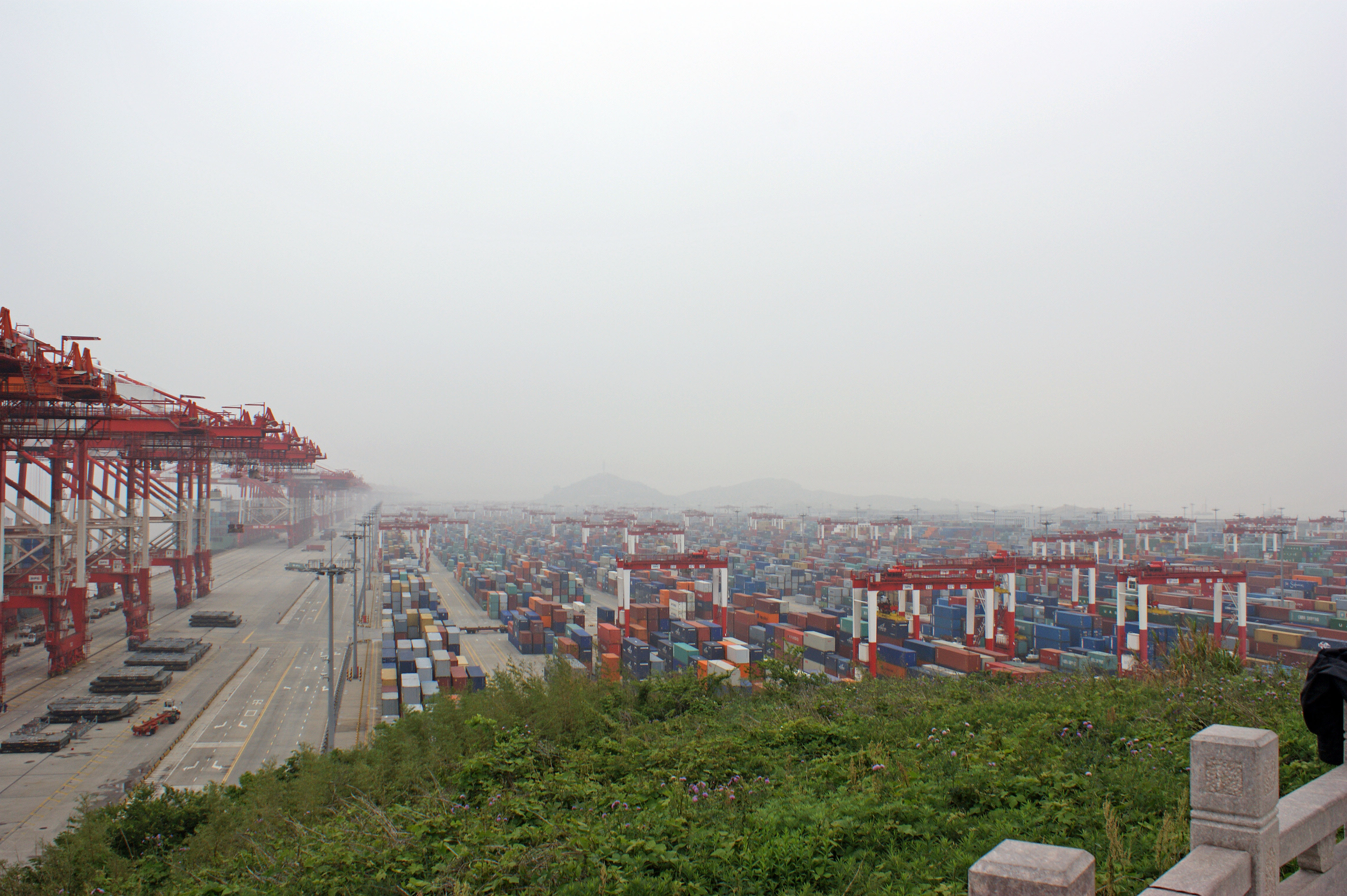
海上コンテナが並ぶ

## 港湾施設
国務院は2002年、4期に分けた洋山深水港建設事業のうち第1期の着工を決定し、国家プロジェクトとしての洋山新港建設が始まった。漁村の散在する群島は埋め立てられて上海市との間に長大橋・東海大橋が架けられ、2005年12月10日に第1期部分が開港し、同時に東海大橋と洋山保税港区も供用された。第1期は5つのバース（埠頭）が供用され、バース（埠頭）の延長は1600m、年間220万TEU（20フィートコンテナ換算で220万個分）の取扱が可能であった。第2期も2006年末に完成し、ここまでで9バース3000m分が供用されている。
第3期は2010年供用予定で工事が進められ、7バースが供用される（そのうち一部は2007年末に供用された）。2012年の第4期完成時点でバース数は30、年間1500万TEU以上のコンテナを取り扱う。これは日本の5大港合計の2004年のコンテナ取扱数をはるかに凌駕する。最終的には50バース、年間2500万TEU以上を取り扱うまでに増設する構想がある。さらに超大型タンカーが寄港する天然ガス埠頭や大規模な石油貯蔵施設も洋山深水港には供えられている。洋山深水港は超大型コンテナ船が寄港できるようになったが、一方では東シナ海海上に建設されているため冬季には暴風で埠頭や大橋がストップすることもある。
20年間の総工費は120億USドルに及ぶ。